# Niels Frederik Bernhard Sehested
 Der er flere personer med dette navn, se Frederik Sehested (flertydig). (Se også artikler, som begynder med Frederik Sehested (flertydig))
 Der er for få eller ingen kildehenvisninger i denne artikel, hvilket er et problem. Du kan hjælpe ved at angive troværdige kilder til de påstande, som fremføres i artiklen.

Niels Frederik Bernhard Sehested (født 20. februar 1813 på Broholm, død 15. januar 1882) var en dansk godsejer og arkæolog. Han havde blandt andre sønnerne Hannibal og Knud Sehested samt døtrene Hilda og Thyra Sehested.

## Landmand
Sehested var eneste søn af løjtnant Anders Sehested og Edel Marie født Kjær. Kun seks år gammel mistede Sehested sin fader, men hans ualmindelig dygtige moder evnede både at bestyre godset og opdrage sin dreng, der undervistes i hjemmet. Ikke 20 år gammel gik han i arbejde med at opdyrke et afdrevet stenet skovareal og omdanne det til en god gård, Brændeskov, hvor han 1839 satte bo. Da hans moder døde samme år, åbnede der sig en større virksomhed for ham på Broholm.
Sehested var både en dygtig landmand og god administrator, og den sunde og humane måde, hvorpå han betragtede forholdet mellem godsejer og fæster, viser sig klart i hans afhandlinger Om Livsfæstets Overgang til Selvejendom (1849), Om Fæstetvang (1850) og Om Tvangsloven (1852) - tre småskrifter, der havde ikke ringe indflydelse på affattelsen af Fæsteloven 1861.

## Tillidshverv
Det almindelige bedste stod for ham som endemål for al virksomhed, og det i forbindelse med stor arbejdslyst og praktisk sans skaffede ham almindelig agtelse og anseelse i følge med en mængde forskellige tillidshverv. 1847 blev han valgt til suppleant til stænderforsamlingen, og senere havde han i nogle år sæde i rigsrådets landsting. Politikken havde dog ikke stor tillokkelse for ham; med des mere lyst kastede han sig over de opgaver, det praktiske liv stillede til ham.
Han var medlem af Svendborg Amtsråd og forskellige landsbrugsforeninger, medstifter af Fyens Disconto Kasse i Odense, Svendborg Bank, Landmandsbanken og livsforsikringsselskabet Hafnia, oprettede et haglforsikringsselskab for Fyns Stift og byggede Lundeborg havneplads til del for sin fødeegn. Med særlig kærlighed omfattede Sehested skovene, og i en række saglige artikler i Dagblade, senere udkommet som en pjece: I Anledning af Spørgsmaalet om Skovtvangens Afskaffelse, gav han i vinteren 1866-67 et vægtigt indlæg i den diskussion, som regeringen havde rejst ved sit løse projekt om skovenes overflyttelse til Jylland.

## Arkæologisk virke
I 1833, i en alder af 20 år, overværede Sehested fundet af Broholmskatten på en mark på herregårdens jorden, hvilket igangsatte hans interesse for arkæologi. Det er den næststørste danske guldskat fra jernalderen og er i dag på Nationalmuseet i København.
I hele denne udstrakte virksomhed er der et indre sammenhæng, men på et andet område har Sehested udrettet et stykke arbejde, hvorved hans navn også er blevet kendt uden for fædrelandets grænser. I sine senere leveår kastede han sig med vanlig energi over studiet af den forhistoriske arkæologi og vandt sig her en lige så ivrig og sympatisk hjælper og ven i museumsassistent Henry Petersen. Oprindeligt havde Sehested kun stillet sig den opgave at samle og beskrive de oldsager og oldtidslevninger af forskellig slags, der var fundet på Broholm og i dets nærmeste omegn, som et oplysende eksempel på, i hvilken forbavsende mængde de kunne være tilstede på en enkelt egn.
Han indsamlede over 70.000 flintredskaber på godset jord, og i 1879 han lod en bjælkehytte opføre som museum i Broholms have. Ansvaret for samlingen blev i 1999 overdraget til Svendborg Museum. Hans undersøgelser foreligge i værket udgivet af ham: Fortidsminder og Oldsager fra Egnen om Broholm (1878). Men under dette arbejde kom han ind på mere specielle undersøgelser, og navnlig søgte han ved praktiske forsøg at godtgøre de forskellige redskabers brug og tildannelsesmåde. Et bjælkehus i Broholms have er udelukkende forarbejdet med stenredskaber, ligesom de træarter, der leverede tømmeret, blev fældet med stenøkser. Han oplevede dog ikke selv at bringe disse forsøg frem for offentligheden; først efter hans død udkom Arkæologiske Undersøgelser 1878-81, udgivet af familien efter hans ufærdige manuskript og efterladte optegnelser. Han nåede dog før sin død at udgive et lille skrift om fremstillingen af jydepotter.
Sehested var en ægte adelsmand, for hvem noblesse oblige var en lov, men frem for alt var han en dansk mand, der elskede sit fædreland over alt. Skønt gift og familiefar deltog han som frivillig i felttoget 1848, først i herregårdsskytternes korps, som han havde været med til at oprette, senere som ordonansofficer ved hovedkvarteret.

## Hæder
Allerede 1839 var han blevet jægermester (titulær), forfremmedes 1860 til hofjægermester og 1878 til kammerherre. Han blev Ridder af Dannebrog 1848 og Dannebrogsmand 1874.
Med sin hustru, Charlotte Christine født Linde (5. juli 1819 - 19. januar 1894), datter af kammerherre, oberst Georg Linde, havde han fjorten børn, blandt andre ovennævnte.